# Casstown (Ohio)
Casstown es una villa ubicada en el condado de Miami en el estado estadounidense de Ohio. En el Censo de 2010 tenía una población de 267 habitantes y una densidad poblacional de 1.062,78 personas por km².

## Geografía
Casstown se encuentra ubicada en las coordenadas 40°3′10″N 84°7′43″O / 40.05278, -84.12861. Según la Oficina del Censo de los Estados Unidos, Casstown tiene una superficie total de 0.25 km², de la cual 0.25 km² corresponden a tierra firme y (0%) 0 km² es agua.

## Demografía
Según el censo de 2010, había 267 personas residiendo en Casstown. La densidad de población era de 1.062,78 hab./km². De los 267 habitantes, Casstown estaba compuesto por el 100% blancos, el 0% eran afroamericanos, el 0% eran amerindios, el 0% eran asiáticos, el 0% eran isleños del Pacífico, el 0% eran de otras razas y el 0% pertenecían a dos o más razas. Del total de la población el 0% eran hispanos o latinos de cualquier raza.